# Lew Wallace
Lewis Wallace (Brookville, 10 aprile 1827 – Crawfordsville, 15 febbraio 1905) è stato uno scrittore, politico e generale statunitense.

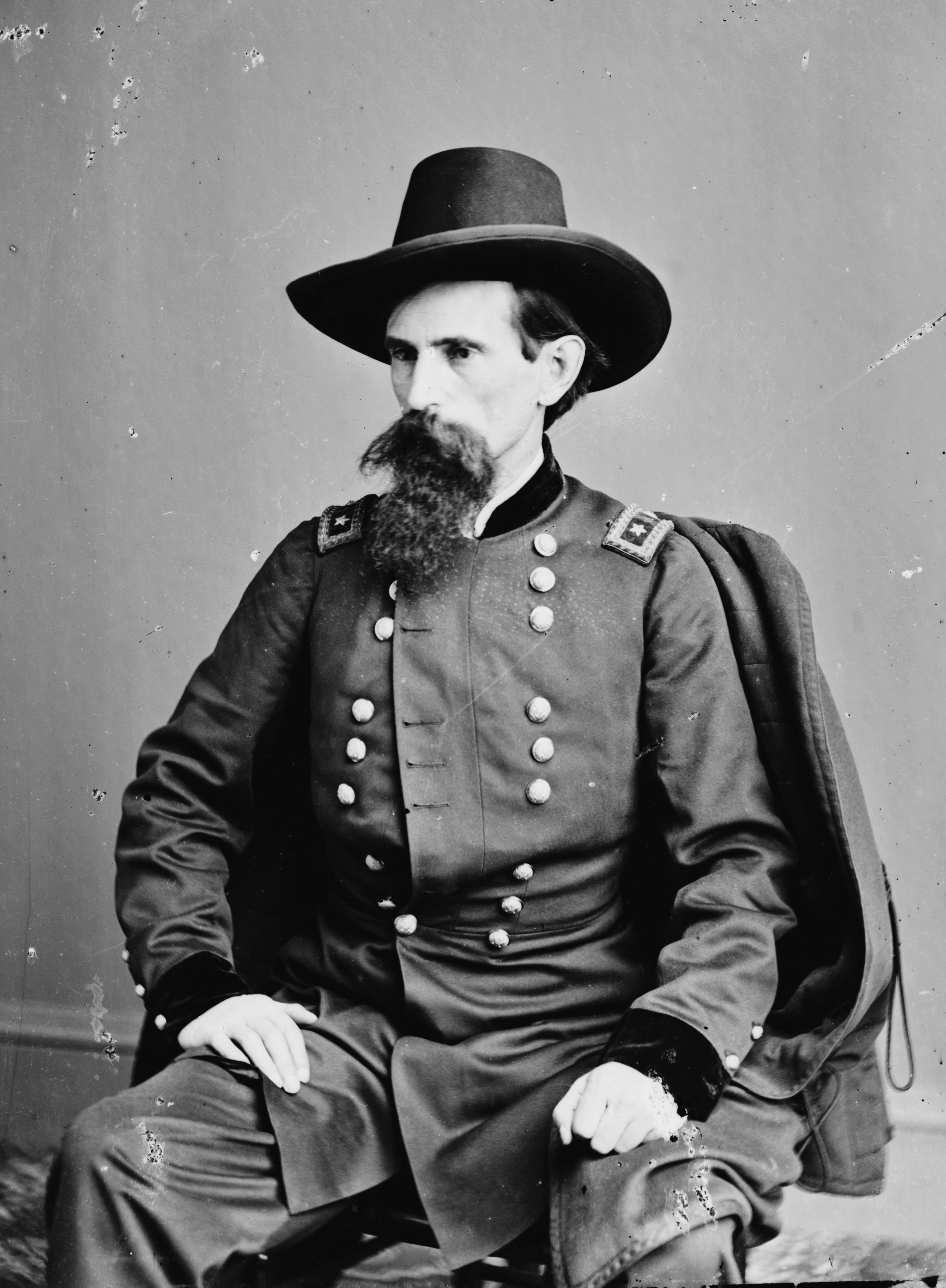
Lew Wallace

Divenne famoso in tutto il mondo grazie al suo romanzo Ben-Hur (1880). Le sue memorie, che iniziò a scrivere nel 1896 ma lasciò incomplete alla morte, vennero pubblicate postume un anno dopo il decesso.

## Biografia
Figlio di David Wallace, governatore dell'Indiana e nominato al Congresso, nacque nello Stato dell'Indiana, dimostrando fin da giovane di possedere un temperamento irrequieto e uno spirito avventuroso. Lasciò la scuola a sedici anni: dopo aver lavorato come giornalista a un quotidiano di Indianapolis e come copista negli uffici della contea, riprese gli studi, laureandosi in legge. Svolse per poco tempo l'attività forense e quindi si arruolò nell'esercito per partecipare nel 1846 al conflitto contro il Messico.
Finita la guerra, venne eletto al senato dell'Indiana, rimanendovi fino al 1860.

### Comandante nella guerra civile
Grazie alla capacità di comando e al valore mostrato sul campo di battaglia, Wallace compì anche una veloce carriera militare raggiungendo, durante la guerra civile americana, il grado di generale. Nel 1862 comandò la Terza divisione di fanteria nell'armata federale del Tennessee, agli ordini del futuro comandante in capo dell'Unione e futuro presidente Ulysses S. Grant.
Nel corso della battaglia di Shiloh non riuscì a ricongiungersi con il resto dell'Armata prima della fine del primo giorno di combattimenti, durante il quale le truppe federali rischiarono una severa sconfitta. Ragioni e responsabilità di tale ritardo non furono mai interamente chiarite, ma l'insoddisfazione dimostrata da Grant nei resoconti ufficiali danneggiò in maniera irreparabile la carriera di Wallace come comandante di grandi unità sul campo di battaglia. Alcuni giornali del Nord giunsero a sostenere erroneamente che Wallace e la Terza divisione si fossero semplicemente persi, un'accusa alla fine smentita dallo stesso Grant in un articolo sulla battaglia di Shiloh pubblicato vent'anni dopo i fatti.
Pur conservando il proprio grado e non subendo nessuna inchiesta ufficiale, secondo molti suoi contemporanei Wallace fu parzialmente responsabile delle altissime perdite subite dall'esercito dell'Unione durante il primo giorno di battaglia sul fiume Tennessee: allontanato dai fronti principali dove si sarebbero poi decise le sorti del conflitto, gli furono affidati incarichi adeguati al suo grado, ma di secondaria importanza.
Solo nel luglio 1864, quando fu al comando della base federale di Baltimora, la sua reputazione di comandante sul campo venne parzialmente restaurata. Un'armata confederata al comando del generale Jubal A. Early, con un'azione a sorpresa assolutamente inaspettata nelle fasi finali del conflitto, invase il Maryland e sembrò poter minacciare sia Baltimora sia, soprattutto, Washington in un momento in cui la capitale dell'Unione era scarsamente difesa. Wallace guidò di propria iniziativa le sue truppe fuori da Baltimora, raccolse quanti più uomini possibile lungo la strada e, con i suoi 5.800 soldati in media poco esperti, il 9 luglio 1864 affrontò più di 14.000 veterani confederati sul fiume Monocacy presso la cittadina di Frederick. Costretto a ritirarsi dopo quasi 16 ore di combattimenti, riuscì a mantenere integre le proprie truppe e nei giorni seguenti continuò a rallentare il nemico quel tanto che bastò perché i comandi unionisti facessero confluire truppe fresche a difesa della capitale. Early fu definitivamente fermato il 12 luglio.
Nel maggio del 1865 fece parte della corte marziale riunita per giudicare i complici di John Wilkes Booth, l'assassino del presidente Abraham Lincoln. Wallace cercò di dimostrare alla commissione giudicante che la cospirazione contro il presidente era stata organizzata dal governo confederato degli stati ribelli del Sud. Tale incarico di prestigio rappresentava, probabilmente, un riconoscimento di quanto ottenuto sul Monocacy.
Nel 1873 debuttò nella scrittura con Il Dio giusto, un romanzo carico di un forte sentimento religioso che permeò anche le opere successive. Nel 1878, abbandonata la carriera militare attiva, venne candidato dai Repubblicani ed eletto governatore del Nuovo Messico, carica che ricoprì per tre anni. In tale veste promosse un'amnistia allo scopo di far cessare una sanguinosa lotta tra diverse fazioni di allevatori, alla quale aveva partecipato anche Billy the Kid.
Wallace raggiunse il grande successo di pubblico con Ben-Hur, il suo romanzo più famoso. Pubblicato nel 1880, le sue vendite aumentarono nel corso degli anni successivi, fino a essere tradotto in tutto il mondo; portò fama e ricchezza al suo autore, restando per anni uno dei libri più venduti.
Nel 1881 Wallace fu nominato ambasciatore degli Stati Uniti in Turchia, dove rimase per sette anni.
Negli anni dopo la fine del guerra civile, Wallace cercò di restaurare pienamente la propria reputazione di soldato scrivendo decine di lettere al suo ex comandante nell'Armata del Tennessee Grant, ormai divenuto Presidente, per cercare di far emergere la propria versione dei fatti della battaglia di Shiloh. Nel 1887, nonostante il successo mondiale come scrittore e il riconoscimento pubblico da parte di Grant per il suo ruolo nel salvare Washington nel 1864, scriveva ancora in una lettera alla moglie: "Shiloh e le sue accuse infamanti! Riuscirà mai il mondo ad assolvermi? Se fossi colpevole non mi ferirebbero così profondamente".
Morì di cancro il 15 febbraio 1905 a Crawfordsville, nell'Indiana, dove fu seppellito nell'Oak Hill Cemetery.

## Opere
- Il Dio giusto (1873)
- Commond (1877)
- Ben-Hur (1880)
- La fanciullezza di Cristo (1888)
- La vita di Benjamin Harrison (1888)
- Il principe dell'India (1893)
- Lew Wallace: un'autobiografia (1906), pubblicazione postuma.

## Filmografia
- Ben Hur, regia di Sidney Olcott - cortometraggio (1907)
- Il rubino del Rayak (A Prince of India), regia di Leopold Wharton e Theodore Wharton (1914)
- Cuori e sensi, regia di Carlo Farinetti (1917)
- Ben-Hur (Ben-Hur: A Tale of the Christ), regia di Fred Niblo (1925)
- Ben-Hur, regia di William Wyler (1959)
- Ben-Hur, regia di Timur Bekmambetov (2016)